# 오노 도후
오노 도후(小乃東風, 더빙판 동풍)는 다카하시 루미코의 작품인 란마1/2의 등장인물이다.
코믹스에서는 13권 이후로 등장하지 않지만 애니에서는 나중까지 간간히 등장하고 심지어 그의 모친도 한편에 등장했었다. 
ova의 엔딩에서 마치 비밀요원처럼 선글라스에 정장까지 쫙 빼입은 멋있는 모습으로 나온 적이 있다. 

## 인물
텐도도장 인근에 있는 오노 접골원을 경영하는 한의사이다. 통칭 도후선생(東風先生)으로 불리며 근방에서 존경을 받고 있는 인물로, 냉철하고 친절한 성격이지만 접골원에 있는 골격 표본에 베티라는 애칭을 붙이는 인간적인 면모도 있고 특히 짝사랑인 텐도 카스미가 앞에 있으면 극도로 긴장해 엉뚱한 사고를 치기도 해 카스미가 접골원에 있으면 환자들도 자리를 피해버리기까지 한다. 실제로 란마가 한 번 된통 당한 적이 있다. 이런 그의 행동은 집안 내력으로 보인다. 인체의 골격의 특성이나 급소 등을 잘 알고 이에 대한 고서를 많이 보유하고 있어서 란마등이 궁금할 때 물어오기도 한다. 그 외에도 인체에나 의술에 정통하다.
아카네는 초등학생 때부터 다치면 도후가 치료해줘서 첫사랑의 상대였고, 도후가 카스미를 짝사랑하는 것을 보고 카스미에 되도록 닯고 싶어서 머리를 기른 적이 있지만 료가와 란마의 싸움에 휘말려 머리카락이 잘리자 이를 계기로 도후에 대한 마음을 접고 두 사람 사이를 연결하는 역할을 한다. 문제는 카스미가 도후의 마음을 실제로 모르는 건지 아니면 짓궂게 모른 척 하는 것 뿐인지 별 반응이 없어서 두 사람 사이는 별 진전이 없다.
사오토메 겐마나 샴푸을 알바생으로 고용한 적이 있다.